# هيو دونز
هيو دونز (بالإنجليزية: Hugh Downs)‏ هو منتج أفلام وملحن وصحفي وممثل أمريكي، ولد في 14 فبراير 1921 في آكرون في الولايات المتحدة.

## وصلات خارجية
- هيو دونز على موقع IMDb (الإنجليزية)
- هيو دونز على موقع الموسوعة البريطانية (الإنجليزية)
- هيو دونز على موقع ميوزك برينز (الإنجليزية)
- هيو دونز على موقع أول موفي (الإنجليزية)
- هيو دونز على موقع إن إن دي بي (الإنجليزية)
- هيو دونز على موقع ديسكوغز (الإنجليزية)
- هيو دونز على موقع قاعدة بيانات الفيلم (الإنجليزية)
- هيو دونز على موقع كينوبويسك (الروسية)